# Gạc-măng-giê

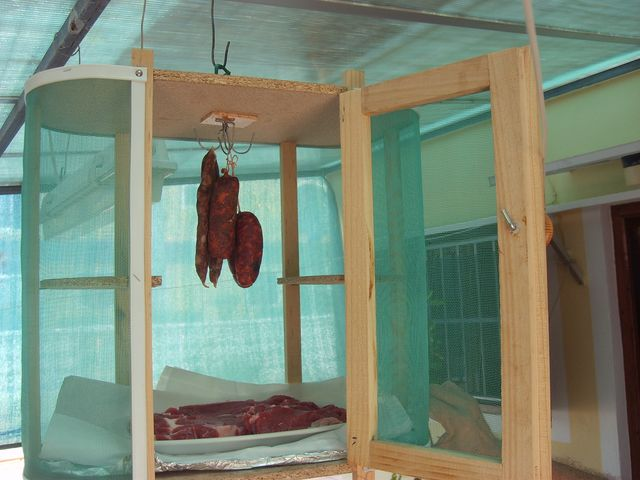
Một chiếc gạc-măng-giê

Gạc-măng-giê hoặc gạc-măng-rê (phát âm garde-manger trong tiếng Pháp) còn được biết với tên chạn bát, chiếc cụi, giàn tủ bếp, là một hàng nội thất được bố trí lắp đặt trong nhà bếp dùng để cất trữ thực phẩm, các loại đồ đoàn nấu ăn. Gạc-măng-giê thường được thiết kế bằng gỗ, thường được đặt ở không gian bếp. Ở Việt Nam, nó được thiết kế là một cái giá chia từng ngăn, dát thưa hoặc bọc lưới ở các mặt, dùng để đựng bát đĩa, xoong, nồi, thức ăn. Gạc-măng-giê thường có bốn chân và nhô lên khỏi mặt đất.
Ở các quốc gia châu Âu, Gạc-măng-giê là một cái tủ hoặc giá để bảo vệ thực phẩm khỏi những côn trùng hoặc động vật như mèo, chim, động vật gặm nhấm, chuột, thằn lằn, v.v. mà thông thoáng và không quá kín. Tủ đựng thức ăn, trước kia từng phổ biến đặc biệt là ở vùng nông thôn, đã mất đi phần lớn tính hữu dụng của nó kể từ khi tủ lạnh lan rộng và giảm giá thành. Thuật ngữ garde manger ngày nay cũng đề cập đến người đầu bếp hoặc khâu chịu trách nhiệm cho các món ăn lạnh trong một bộ phận nhà bếp.

## Lịch sử

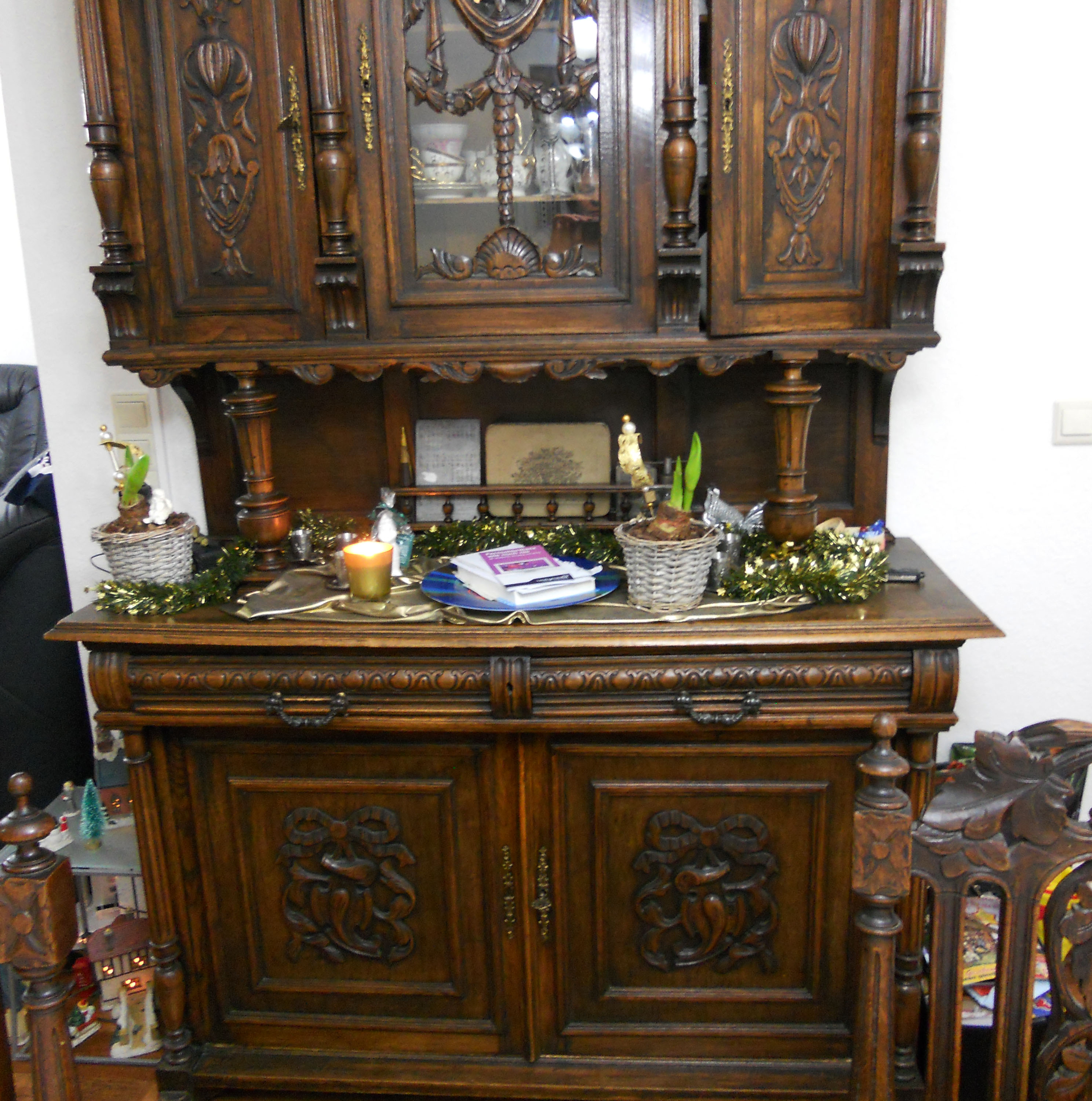
Một tủ chạn trong phòng ăn (buffet de salle à manger) theo phong cách Henri II cổ điển

Thuật ngữ "garde manger" bắt nguồn từ nước Pháp thời kỳ trước Cách mạng Pháp. Vào thời điểm đó, việc duy trì một nguồn cung cấp thực phẩm và đồ uống lớn là biểu tượng của quyền lực, sự giàu có và địa vị. Chính vì nhu cầu trữ và bảo quản thực phẩm và quản lý việc sử dụng nó mà nhiều người hiểu thuật ngữ "garde manger" là "giữ cho ăn". Gạc-măng-giê xác định không gian gần nhà bếp nơi họ giữ giăm bông, xúc xích, lạp xưởng, pho mát vì ở thời điểm xuất hiện thuật ngữ này thì không có đồ điện lạnh và muối, đường, cũng như gia vị để sử dụng làm chất bảo quản thực phẩm.
Thuật ngữ "garde manger" cũng liên quan đến các phòng bảo quản bên trong các lâu đài và trang viên nơi cất giữ thức ăn. Những khu vực lưu trữ thực phẩm này thường nằm ở các tầng thấp hơn, vì môi trường giống như tầng hầm mát mẻ là nơi lý tưởng để lưu trữ thực phẩm. Những khu vực lưu trữ lạnh được phát triển theo thời gian vào nhà bếp lạnh hiện đại.
Hầu hết các thương gia người làm việc bên ngoài các trang viên quý tộc vào thời kỳ này đã được liên kết với một hiệp hội, hội của những người có cùng hoạt động trao đổi cấp hàng hóa và bảo vệ lẫn nhau của họ. Các bang hội sẽ phát triển các chương trình đào tạo cho các thành viên của họ, qua đó bảo tồn kiến thức và kỹ năng của họ. Charcuterie là tên của một bang hội đã chuẩn bị và bán các món nấu chín làm từ lợn. Thông qua tổ chức này, việc chuẩn bị giăm bông, thịt xông khói, xúc xích, pate và terrines đã được bảo quản. Khi hệ thống bang hội bị bãi bỏ vào năm 1791 sau Cách mạng Pháp năm 1789, gạc-măng-rê đã được dùng rộng khắp cho các nhiệm vụ mà trước đây được thực hiện độc quyền chỉ bởi Charcutieres, gạc-măng-giê cũ đã gặp khó khăn trong việc cạnh tranh với những gạc-măng-giê đa năng do phạm vi sử dụng liên quan bị hạn chế.
Vị trí "người bán thịt" lần đầu tiên được phát triển như bộ phận đặc biệt trong gạc-măng-giê nhà bếp. Khi cả chi phí và nhu cầu đối với thịt động vật đều tăng, cần nhiều không gian hơn cho việc chế biến và chia phần thịt sống. Nhu cầu về không gian này tăng lên không chỉ do sự gia tăng về khối lượng bán thịt, mà còn do nhu cầu tách thịt sống với thực phẩm chế biến để tránh lây nhiễm chéo và dẫn đến khả năng mắc bệnh từ thực phẩm.

## Tại Việt Nam

Một chiếc Gạc-măng-giê ở Việt Nam

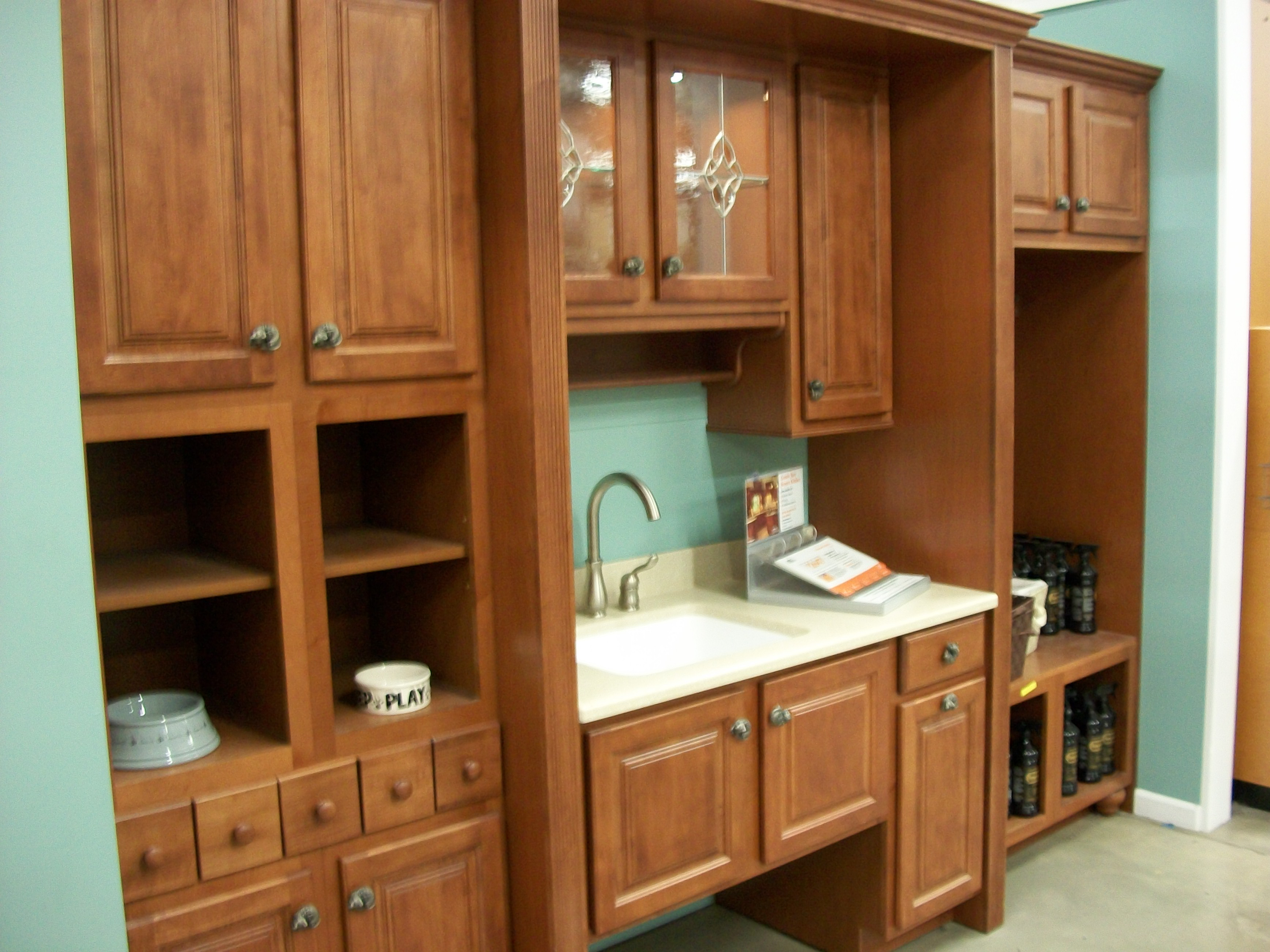
Một cái chạn gỗ năm 2009

Vào thế kỷ 20, hầu như nhà nào ở Việt Nam cũng có hình ảnh của chiếc gạc-măng-giê. Ở những gia đình khá giả thì chúng được đóng bằng gỗ, một số nơi đóng bằng tre, nhà thường dân chỉ có cái cũi để đựng bát đũa phơi ngoài sân nắng.
Gạc-măng-giê là đồ vật duy nhất thời bao cấp ở Việt Nam không phải mua bằng tem phiếu dù được bày bán ở những cửa hàng mậu dịch và có một quy tắc hẳn hoi cho việc sản xuất chúng. Dù kích thước như thế nào nhưng bao giờ nó cũng được đóng thành ba tầng. Dưới cùng là tầng không cánh để úp xoong, nồi. Tầng giữa nan gỗ thưa để xếp bát đĩa. Trên cùng là tầng có lưới chạn vây ba mặt kể cả cánh. Bên hông treo một giỏ tre cắm đũa, muôi, thìa. Thường ở bốn chân, người Việt đặt bốn cái bát có chứa nước nhằm mục đích chống kiến, gián bò lên.
Gạc-măng-giê là vật dụng đầu tiên để xác định quy mô một gia đình. Người ta tin rằng, chưa có nó thì dù vợ chồng đã có vài con vẫn chưa xứng được gọi là gia đình. Chúng là hình ảnh để nói về sự nghèo khổ tạm bợ thời ấy. Người ta thường dùng câu cửa miệng để nói về sự tạm bợ đó: “Đến cái chạn còn không có mà úp bát”. Trong thành ngữ, ca dao Việt Nam cũng có câu như "chó chui gầm chạn" dùng để chỉ về nỗi cay đắng những người chồng ở rể trong gia đình nhà vợ mà địa vị bị thua sút rõ rệt.
Ở vùng miền Trung Việt Nam, người dân ở đây quen dần với việc sống chung với bão lụt nên có những vùng, mỗi gia đình người dân đều dựng một cái gạc-măng-giê cao từ 5 đến 6 m ngay trên trần nhà. Gạc-măng-giê thiết kế khá chắc chắn, nhưng khi cần thiết vẫn có thể di chuyển từ vị trí này sang vị trí khác. Đặc biệt, khi nước dâng cao thì chúng có thể sử dụng như một chiếc thuyền đa năng. Trước mùa mưa lũ, lương thực và thực phẩm được người dân mua sẵn và cất trữ trên gạc-măng-giê loại này. Thậm chí khi nước lũ lên cao, nó là nơi ăn, ngủ của các thành viên trong gia đình.

## Ngày nay

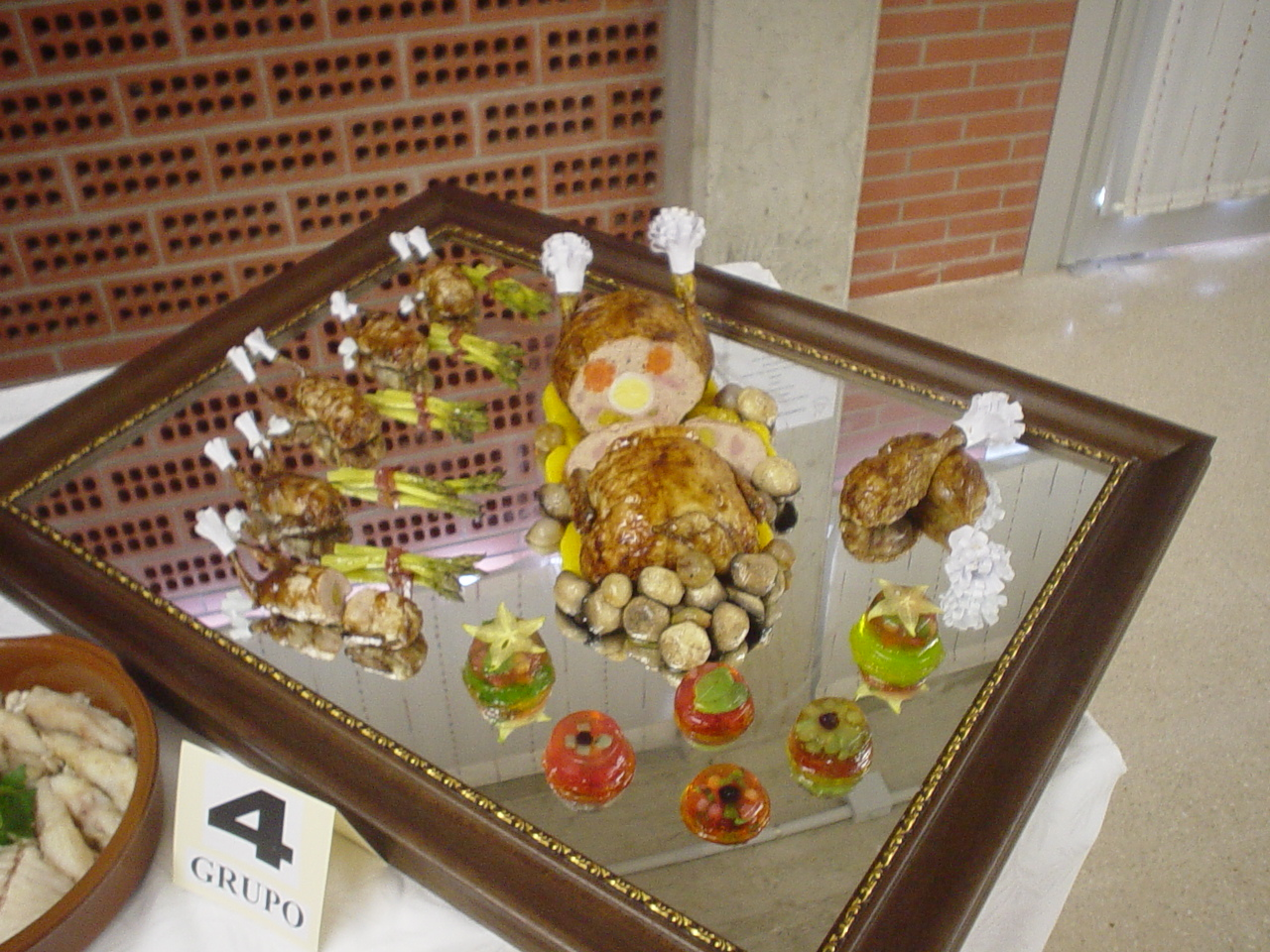
Một món thịt đông với vịt (Galantine de canard)

Gạc-măng-giê hiện đại sử dụng theo nhiều cách khác nhau trong các nhà bếp chuyên dụng. Trong nhiều nhà hàng, nó thường có một vị trí nấu ăn trong nhà hàng, bởi vì nó thường liên quan đến việc chuẩn bị xà lách hoặc các đĩa nhỏ khác có thể được làm nóng nhanh mà không cần kinh nghiệm đáng kể. Trong các nhà hàng và khách sạn theo phong cách cổ điển cao cấp khác, vị trí liên quan đến các chế phẩm cổ điển, các món ăn lạnh, thường bao gồm pa tê, terrine (pa-tê làm trong một đồ đựng bằng gốm hay đất nung) và thạch, thịt đông (aspic hoặc galantine)